# Sirat
Sirat là một đô thị thuộc tỉnh Mostaganem, Algérie. Dân số thời điểm năm 2002 là 17.979 người.